# Circonscription de Tangney
La circonscription de Tangney est une circonscription électorale fédérale australienne en Australie-Occidentale. La circonscription a été créée le 19 avril 1974 et porte le nom de Dorothy Tangney qui fut la première femme élue au Sénat australien.
Elle est située au sud de Perth et comprend la plus grande partie de la Cité de Melville, et les localités de Willetton, Parkwood et Canning Vale situé dans la Cité de Canning.
Elle est un siège assuré depuis nombre d'années pour le Parti libéral.

## Représentants
| Nom              | Parti            | Période de mandat |
| ---------------- | ---------------- | ----------------- |
| John Dawkins     | Travailliste     | 1974–1975         |
| Peter Richardson | Libéral          | 1975–1977         |
| Peter Richardson | Parti du Progrès | 1977–1977         |
| Peter Shack      | Libéral          | 1977–1983         |
| George Gear      | Travailliste     | 1983–1984         |
| Peter Shack      | Libéral          | 1984–1993         |
| Daryl Williams   | Libéral          | 1993–2004         |
| Dennis Jensen    | Libéral          | 2004–2016         |
| Ben Morton       | Libéral          | 2016–2022         |
| Sam Lim          | Travailliste     | depuis 2022       |

## Résultats des élections
| Parti                            | Parti                              | Candidat                           | Voix    | %      | ±      |
| -------------------------------- | ---------------------------------- | ---------------------------------- | ------- | ------ | ------ |
|                                  | Libéral                            | Ben Morton                         | 43 008  | 39,99  | −11,32 |
|                                  | Travailliste                       | Sam Lim                            | 40 940  | 38,07  | +10,12 |
|                                  | Verts                              | Adam Abdul Razak                   | 12 876  | 11,97  | +1,09  |
|                                  | Chrétiens                          | Mark Staer                         | 2 481   | 2,31   | +0,05  |
|                                  | Une nation                         | Tshung-Hui Chang                   | 2 288   | 2,13   | −0,28  |
|                                  | Australie-Occidentale              | Jay Dean Gillett                   | 2 096   | 1,95   | +0,73  |
|                                  | UAP                                | Travis Llewellyn Mark              | 1 721   | 1,60   | +0,28  |
|                                  | Démocrates libéraux                | Jacqueline Holroyd                 | 1 110   | 1,03   | +1,03  |
|                                  | Fédération                         | Brent Fowler                       | 1 028   | 0,96   | +0,96  |
| Total des suffrages exprimés     | Total des suffrages exprimés       | Total des suffrages exprimés       | 107 548 | 96,18  | +0,78  |
| Votes nuls                       | Votes nuls                         | Votes nuls                         | 4 271   | 3,82   | −0,78  |
| Participation                    | Participation                      | Participation                      | 111 819 | 91,51  | −1,99  |
| Résultat de préférence bipartite |                                    |                                    |         |        |        |
|                                  | Travailliste                       | Sam Lim                            | 56 331  | 52,38  | +11,88 |
|                                  | Libéral                            | Ben Morton                         | 51 217  | 47,62  | −11,88 |
|                                  | Travailliste vainqueur sur Libéral | Travailliste vainqueur sur Libéral | Swing   | +11,88 |        |